# Alina Stremousová
Alina Sergejevna Stremousová (rusky Алина Сергеевна Стремоус, * 11. července 1995 Kotělnikovo Volgogradská oblast) je moldavská biatlonistka ruského původu a mistryně Evropy z roku 2022 ve stíhacím závodě. Moldavsko reprezentovala v roce 2022 na Zimních olympijských hrách v Pekingu.
Narodila se 11. července 1995 ve městě Kotělnikovo ve Volgogradské oblasti. Ve Volgogradu začala s lyžováním, konkrétně se věnovala běhu na lyžích. Střední školu vystudovala v Petrohradu, kde již závodila na národní úrovni v biatlonu. Reprezentační kariéru zahájila v sezóně 2019/20 v Minsku na závodě IBU Cupu, druhého nejvyššího okruhu. Protože nedostala šanci v širším kádru ruské reprezentace, rozhodla se, stejně jako několik dalších Rusů, soutěžit za Moldavsko. V následující sezóně skončila čtvrtá v jednom ze sprintů na Velkém Javoru. První závody světového poháru odjela v sezóně 2020/21. Jejím nejlepším výsledkem bylo 19. místo ve sprintu v Novém Městě na Moravě a celkově skončila 69. Na lednovém mistrovství Evropy v roce 2022 na Velkém Javoru doběhla druhá ve vytrvalostním závodě, čtvrtá ve sprintu a následně vyhrála stíhací závod s náskokem téměř 18 vteřin.
Spolu se třemi dalšími rusko-moldavskými biatlonisty se kvalifikovala na pekingské Zimní olympijské hry v roce 2022. Její desáté místo ze sprintu bylo nejlepším moldavským biatlonovým výsledkem od roku 2006, kdy Natalia Levčenkovová skončila osmá. Ve stíhacím závodě Stremousová skončila na 16. místě a ve vytrvalostním závodě byla 37. Závod na 12,5 kilometru s hromadným startem dokončila na posledním, třicátém, místě. Během závěrečného ceremoniálu jí byla svěřena vlajka Moldavska.

## Výsledky

### Olympijské hry a mistrovství světa
| Sezóna  | Akce | Místo                | SP              | SZ              | HZ              | IZ              | ŠT              | SŠT             | SZD             | Věk             |
| ------- | ---- | -------------------- | --------------- | --------------- | --------------- | --------------- | --------------- | --------------- | --------------- | --------------- |
| 2020/21 | MS   | Pokljuka             | 53.             | 54.             | –               | 72.             | –               | 22.             | –               | 25 let          |
| 2021/22 | ZOH  | Peking               | 10.             | 16.             | 30.             | 37.             | –               | –               | ×               | 26 let          |
| 2022/23 | MS   | Oberhof              | 63.             | –               | –               | 41.             | –               | 23.             | 8.              | 27 let          |
| 2023/24 | MS   | Nové Město na Moravě | nezúčastnila se | nezúčastnila se | nezúčastnila se | nezúčastnila se | nezúčastnila se | nezúčastnila se | nezúčastnila se | nezúčastnila se |
| 2024/25 | MS   | Lenzerheide          | 67.             | —               | –               | 48.             | –               | 18.             | 12.             | 29 let          |

Poznámka: Výsledky z olympijských her se do hodnocení světového poháru nezapočítávají, výsledky z mistrovství světa se dříve započítávaly, od mistrovství světa v roce 2023 se nezapočítávají.

### Mistrovství Evropy
| Sezóna  | A  | Místo          | SP  | SZ  | IZ  | SŠT | SZD | Věk    |
| ------- | -- | -------------- | --- | --- | --- | --- | --- | ------ |
| 2019/20 | ME | Raubiči        | 91. | –   | –   | 19. | –   | 24 let |
| 2020/21 | ME | Dušníky        | 48. | 48. | 19. | 9.  | –   | 25 let |
| 2021/22 | ME | Velký Javor    | 4.  | 1.  | 2.  | –   | 18. | 26 let |
| 2022/23 | ME | Lenzerheide    | 15. | 6.  | 7.  | 16. | 4.  | 27 let |
| 2023/24 | ME | Brezno-Osrblie | 7.  | 13. | 2.  | -   | 4.  | 28 let |

Poznámka: Výsledky z mistrovství Evropy se započítávají do celkového hodnocení IBU Cupu.